# Акерманн, Джесси
Джесси Акерманн (англ. Jessie Ackermann; 4 июля 1857 — 31 марта 1951) — социальный реформатор, феминистка, журналистка, писательница и путешественница. Она была вторым кругосветным миссионером, назначенным Всемирным женским христианским союзом воздержания (WWCTU), а в 1891 году стала инаугурационным президентом объединенного Австралазийского женского христианского союза воздержания (WCTU), крупнейшей женской реформаторской группы Австралии. Несмотря на то, что Акерманн была американкой, она считается одним из главных голосов австралийского суфражистского движения.
Помимо того, что Акерманн является автором трех книг, она выступала с докладами о путешествиях и воздержании по всему миру и стала искусным и популярным оратором с широкой аудиторией. Ее описывали как «оратора, не имеющего себе равных». В своих выступлениях она отстаивала равные политические, юридические и имущественные права для женщин.
Акерманн активно участвовала в кампаниях за права женщин, а также в продолжающейся международной борьбе против опиума, а также табака. В 1893-1895 гг. она стала суперинтендантом Всемирного антиопиумного отдела WCTU, а в 1891 году основала Антинаркотический отдел WCTU в Австралии. В 1906 году она стала одной из единственных женщин-стипендиатов Королевского Шотландского географического общества.

## Жизнь
Дочь Чарльза Акермана и его жены Аманды, урожденной Френч, Акерман выросла в Чикаго, а затем переехала в Калифорнию, где в 1880 году училась в Калифорнийском университете в Беркли, но не закончила его.
В 1881 году она начала работать в качестве организатора по вопросам воздержания в Независимом ордене добрых тамплиеров в Калифорнии, а в 1888 году перешла в Женский христианский союз воздержания, «с его особыми возможностями для работы среди женщин».
После миссии в Британской Колумбии и на Аляске она была избрана всемирным миссионером на национальном съезде WCTU в Нью-Йорке в октябре 1888 года. До WCTU Акерманн служила Всемирному ордену рехабитов, девизом которого было: «Агитировать, просвещать, законодательствовать и демонстрировать».
В 1920-х годах она жила в Джонсон-Сити, штат Теннесси, а в 1930-х годах, в основном, в Лос-Анджелесе.

## Работа в WCTU

### Вклад в международное сообщество

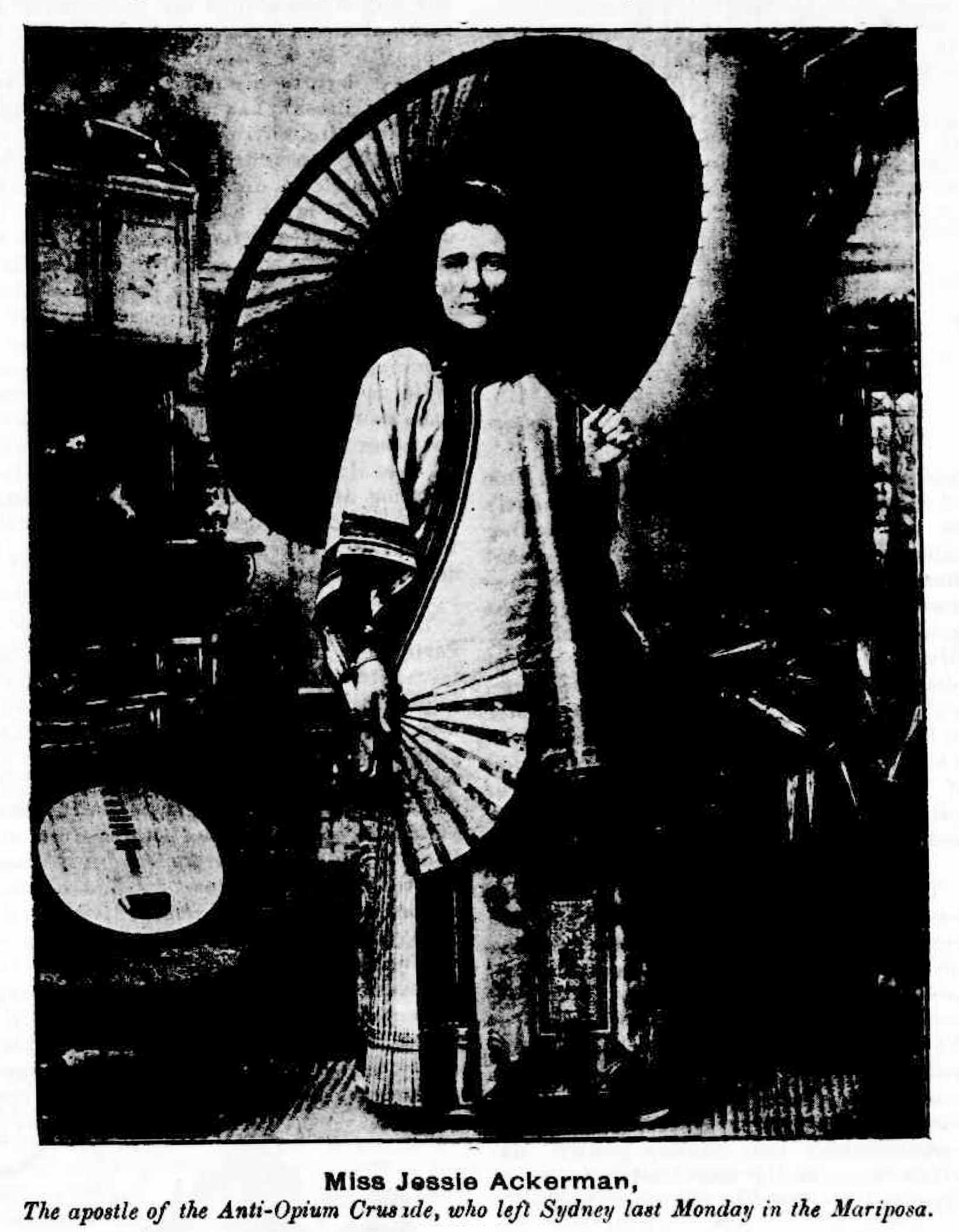
Аккерман в японском костюме (1893)

В январе 1889 года Акерманн покинула США, чтобы начать первое из своих мировых турне. В 1910 году сообщалось, что она совершила шесть мировых турне и «спала в 2 700 кроватях», но обычно ей приписывают, что она обогнула земной шар восемь раз. Ее путешествия были зафиксированы в письмах в изданиях WCTU, Union Signal и Ladies Home Companion.

### Вклад в австралийское сообщество
Акерманн прибыла в Аделаиду в Южной Австралии в 1889 году, чтобы продолжить работу, начатую Мэри Ливитт, первым всемирным миссионером WCTU. Описанная как «жизнелюбивая и харизматичная», Акерманн вдохновила основание WCTU Западной Австралии своим визитом в 1891 году, а ее административные усилия выявили значительные организаторские способности. Например, она создала отдел по борьбе с наркотиками в 1891 году. Она также провела десятидневную миссию по борьбе за воздержание в ратуше Аделаиды и организовала первый колониальный съезд WCTU Южной Австралии, в котором приняли участие 1112 членов и 23 местных союза. Первый местный союз в Западной Австралии был создан в Йорке, а вскоре за ним последовали еще пять. К августу 1891 года был создан Колониальный союз с 155 членами. Анна Адамс Гордон писала: «Кругосветные миссионеры с белыми лентами, которые с тех пор выходят под знаменем Всемирного WCTU, - это мисс Джесси Акерманн из Калифорнии, которая покрыла Австралазию местными союзами, объединив их в собственный Национальный WCTU, президентом которого она стала...».
Женский Христианский Союз Воздержания Австралазии (позже переименованный в Национальный Женский Христианский Союз Воздержания Австралии) был образован 25 мая 1891 года на собрании в Мельбурне с целью объединения существующих колониальных союзов. Вероятно, это было первое межштатное собрание женских организаций, проведенное в Австралии, и Союз стал первой национальной женской организацией в стране. «На втором национальном съезде австралийского WCTU в Сиднее в 1894 году Джесси Акерманн с гордостью провозгласила: «Наше знамя развевается в сорока семи землях: и на сорока семи языках мы можем прочитать наш девиз «За Бога, дом и каждую землю»»».

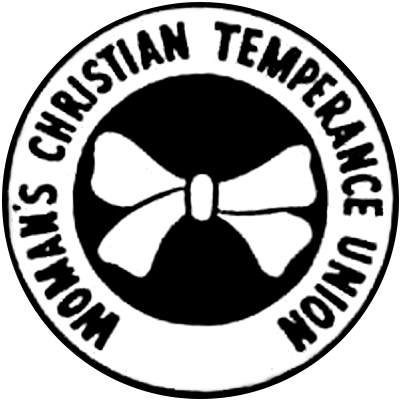
Эмблема WCTU

Акерманн читала лекции как в городах, так и в глубинке, используя технику слайдов фонарей. Она была настолько популярна и известна в Австралии, что о состоянии ее здоровья сообщали по всей стране. Например, в 1895 году газеты Тасмании и Нового Южного Уэльса сообщили, что ей посоветовали отправиться в Исландию для поправки здоровья и что она восстанавливала здоровье во время пребывания у Фрэнсиса Уиллард в Англии.
В Австралии целью организаций за воздержание в середине XIX века было предоставление жителям права налагать вето на лицензии на продажу алкоголя в своих городах и пригородах, в отличие от более амбициозной цели движения за воздержание в США, которая заключалась в запрете (так называемый закон Мэна). Заботой женщин было предотвращение «дурного поведения», которое они испытывали в результате того, что мужчины выпивали. В 1885 году 45 000 женщин в штате Виктория (почти четверть взрослого женского населения) подписали петицию с просьбой к правительству ввести местный вариант защиты их пола от дурного обращения, связанного с употреблением алкоголя.

## Путешествия
Немногие женщины XIX века путешествовали так много, как Акерманн. Отмечается, что «она посетила так много стран не просто из духа приключений или любопытства, а как оплачиваемый организатор, или, как называли ее работодатели, «кругосветный миссионер» большой и известной организации...», была одной из тех викторианских женщин-миссионеров, которые «наслаждались путешествиями не меньше, чем спасением душ».
Утверждается, что такие «реформаторские путешествия» стали отчасти средством демонстрации глобальной осведомленности и глобального охвата. «Хотя она путешествовала отчасти для того, чтобы создать союзы WCT по всему миру, эти поездки также были направлены на работу в качестве «цивилизатора, феминистки и репортера условий жизни женщин и обездоленных по всему миру»». Например, на конференции во время ее визита в Китай все женщины-делегаты были приняты в число членов с правом голоса «под бурные аплодисменты», в отличие от предыдущего собрания, состоявшегося тринадцатью годами ранее, когда мысль о том, что женщина может представить свою работу, заставила многих «возмущенных» людей покинуть зал. Ее отчеты из первых рук о поездках по Азии были также средством сбора средств для ее кампании за воздержание.
Акерманн посетила страны Европы, Азии, Африки и Австралазии и утверждала о необычайно тесном контакте с местным населением: «Я была гостьей почти в двух тысячах домов, во всех видах домов, богатых и бедных...». Помимо трудностей ее путешествий по многим континентам и странам, некоторые из ее экспедиций были сопряжены с дополнительными трудностями, которые в более поздние времена стали называть «приключенческими путешествиями». Например, в 1898 году она отправилась в поход в долину Йосемити в США, чтобы восстановить силы для новых путешествий; она проехала верхом на лошади через австралийский буш к пещерам Дженолан, а затем спустилась под землю, чтобы исследовать их; и она бросила вызов традициям, спустившись в угольную шахту.
Ее отчеты и участие были необычны еще и потому, что она решительно заявила о своем интересе к положению женщин во всем мире. Она отметила, что всего лишь некоторое время назад некоторым из ее соотечественниц пришлось освободиться от рабства и «возвыситься до достоинства женщины». Она увещевала американских женщин «смотреть вовне, взять «высшую цивилизацию» американских женщин, чтобы повлиять на жизнь женщин повсюду». В Филадельфии, США, она заявила, что «никогда не видела ни одной [филантропической работы], равной или столь масштабной, как «Sunday Breakfast Association»».
В число стран и регионов, которые посетила Акерманн, входят: Афганистан через Хайберский перевал и Пешавар; Аляску, куда она была впервые направлена WCTU (до того, как она стала американским штатом); Австралию, включая штаты Южная Австралия, Новый Южный Уэльс, Виктория, Западная Австралия и Тасмания; (она назвала Хобарт «восхитительным» при «полном отсутствии выдающихся людей»); Бирма; Китай скорее из «чувства долга, чем по склонности» на пароходе, который она называла «чайной лодкой»; Англия (Лондон); Европа; Исландия, между 1894 и 1897 годами, где она основала WCTU; Индия, где она отметила набожность индусов и осмотрела Тадж-Махал; Япония, включая Хоккайдо, а также Сахалин и Курильские острова вскоре после первой китайско-японской войны в 1894-95 годах (В 1906 году она опубликовала статью в Шотландском географическом обществе о своем визите к айнам, в которой выразила озабоченность по поводу татуировок, наносимых на женщин, сравнивая это с связыванием ног в Китае и отмечая, что женщины айнов «разделяют судьбу всех женщин Востока», будучи далеко не равными с мужчинами, несмотря на то, что они выполняют всю тяжелую работу. «Конечно, мужчины охотно помогают бесплатными советами и указаниями», - добавила она с иронией); Ява, где путь до храма составлял двести миль по медленной железной дороге; Кашмир; Новая Зеландия, место, которое, по ее словам, она выбрала бы для жизни, кроме США; Сиам, место, куда в то время было очень трудно добраться; Сандвичевы острова, где генеральный консул Японии выступал в качестве ее переводчика; Сингапур, где, как она отметила, «говорят на тридцати разных язык»; Южная Африка, по пути к которой она взобралась на мачту в разделенной юбке вместе с капитаном и еще одним мужчиной.

## Признание
В 1962 году Акерманн была удостоена чести стать мемориальным членом Всемирного WCTU. Работая в качестве второго всемирного миссионера Американского союза, Акерманн особенно следила за тем, чтобы женское избирательное право занимало важное место в повестке дня, и в конце двадцатого века ее вклад был признан.